# Bruno Incagnoli
Bruno Incagnoli (Ceprano, 12 agosto 1935 – Roma, 31 maggio 2024) è stato un oboista italiano.

## Biografia
Bruno Incagnoli iniziò la sua educazione musicale al Conservatorio di S.Cecilia di Roma con il maestro Giuseppe Tomassini. Nel 1948 nacque la ditta Incagnoli, produttrice di strumenti musicali, della quale suo padre, Spartaco Incagnoli, fu il promotore e dove Bruno fu collaudatore. Suonò in un album del 1961 e nel 1964 al Concorso internazionale di Ginevra insieme al gruppo musicale Nuovi Virtuosi di Roma di Renato Fasano.
Partecipò alla prima esecuzione assoluta (per la XXIV Settimana Musicale Senese nel 1967) nel Teatro dei Rinnovati di Siena di "Tre per sette", per 3 esecutori per 7 fiati (flauto in do, in sol e ottavino, oboe e corno inglese, clarinetto in si bemolle e in mi bemolle) insieme al flautista Severino Gazzelloni, al clarinettista Alberto Fusco e al Sestetto Chigiano d'Archi. Fu fondatore del "Quintetto Romano Di Fiati" con Mario Ancillotti, Sergio Romani, Franco Ferrante e Luciano Giuliani, svolgendo una rilevante attività cameristica e prime esecuzioni, come "Opus Zoo" di Luciano Berio, e il Quintetto di H.W. Henze. Protagonista per diversi anni delle stagioni dell'Accademia Filarmonica Romana, Ensemble Teatromusica con Marcello Panni, Accademia Musicale Chigiana di Siena, Festival di Nuova Consonanza, Academie De France a Villa Medici. Inoltre fu il Primo Oboe di Franco Ferrara ed Ennio Morricone dagli anni '60 agli anni '80, con cui registrò innumerevoli colonne sonore riguardanti la filmografia dell'epoca; dal filone dei Film Storici di Cinecittà, agli Spaghetti Western, ed altre registrazioni più recenti.
Fu primo oboe dell'Orchestra Sinfonica di Roma della Rai dal 1961 al 1984, suonando con i più grani direttori, come Herbert von Karajan, Wolfgang Sawallisch, Zubin Mehta, Armando La Rosa Parodi, Leonard Bernstein, Claudio Abbado, James Levine, Sergiu Celibidache, Riccardo Muti, Thomas Schippers, Carlo Maria Giulini, John Barbirolli, Eliahu Inbal, Rafael Kubelík, per citarne alcuni. Eseguì in prima esecuzione nel 1975 il Doppio concerto per oboe, arpa e orchestra di Hans Werner Henze, diretto dall'autore, mai più eseguito in Italia.
Nel 1974 registrò per la Philips come primo oboe la Sinfonia Nr. 93 D dur. di Franz Joseph Haydn con l'Orchestra Sinfonica di Roma, del cui organico fece parte, tra gli altri, anche il flautista Severino Gazzelloni.
Nel 1979 prese parte alla registrazione dell'album La passion selon Sade pubblicato dalla BMG Ricordi.
Il 30 giugno e il 1º luglio 2007 la Rai dedicò grande spazio all'opera del pianista e compositore Bruno Canino. Tra le registrazioni più rappresentative effettuate dal Maestro, venne trasmesso il Concerto da camera n.3 per oboe, violino e orchestra (1965) con Bruno Incagnoli, oboe, Claudio Laurita, violino.
Si dedicò anche all'attività didattica, che svolse al Conservatorio Alfredo Casella di l'Aquila e successivamente al Conservatorio di Musica Licinio Refice di Frosinone. Tenne corsi di perfezionamento all'Accademia Musicale Pescarese di Pescara, Arts Academy, oltre ad aver tenuto alcuni master class e vari seminari.
Morì a Roma il 31 maggio 2024 all'età di 88 anni.

## Riconoscimenti
- Nel 2009 ricevette il Premio Internazionale Francavilla alla carriera.[11]
- Nel 2011 ricevette il Premio Internazionale Cartagine alla carriera.[12]